# 岐阜市西部コミュニティセンター
岐阜市西部コミュニティセンター（ぎふしせいぶコミュニティセンター）とは、岐阜県岐阜市にある公共施設。
岐阜市西部の住民の交流の場として設置されている。岐阜市内の旧方県郡のうち、伊自良川西部の地域である。

## 岐阜市のコミュニティセンター
- 岐阜市が設置している公共施設であり、地域の住民の交流活動、生涯学習を実践する場として設置されている。
- 指定管理者制度をとっているが、地域に密着した管理・運営を行うため、地域の自治会連合会長、公民館長、その他各種団体の代表者からなる運営委員会が指定されている。
- 大集会室、防災会議室、音楽室、教養娯楽室、多目的室などが設置されている。また、同じ建物内に、市役所の地域事務所、保健センター、図書館を併設することもある。
- 開館時間などは基本的には共通である。

開館時間：9:00 - 21:00
休館日：毎週月曜日（祝日の場合は翌日）、12月29日 - 1月3日
利用時間区分：午前 (9:00 - 13:00)、午後 (13:00 - 17:00)、夜間 (17:00 - 21:00)
貸切利用料金：1時間単位制。大集会室1,800円、その他の部屋900円。
- 岐阜市内は8箇所設置されている。
  - 岐阜市東部コミュニティセンター
  - 岐阜市西部コミュニティセンター
  - 岐阜市北部コミュニティセンター
  - 岐阜市南部コミュニティセンター
  - 岐阜市日光コミュニティセンター
  - 岐阜市長森コミュニティセンター
  - 岐阜市市橋コミュニティセンター
  - 岐阜市北東部コミュニティセンター

## 岐阜市西部コミュニティセンター
岐阜市東部地域の交流活動、生涯学習を実践する場である。岐阜市西部図書室と西部ふれあい保健センターを併設する。1983年（昭和58年）開館。なお道路をはさんだ北東側に岐阜市西部事務所がある。

### 所在地
- 岐阜県岐阜市下鵜飼1丁目105番地

### 担当地域
- 網代
- 方県
- 西郷
- 黒野
- 木田
- 七郷
- 合渡

### 主な施設
- 集会室
- 教養娯楽室
- 大集会室
- 会議室
- 防災会議室
- チビッ子室
- 料理講習室 など

### 公共交通機関
- 岐阜バス
  - 黒野線、岐阜大学病院「黒野東口」バス停下車、徒歩約10分

名鉄岐阜のりば（名鉄岐阜駅西）5番のりば「岐阜大学病院（忠節橋経由）」「本巣山口」「織部の里もとす」行き
岐阜バスターミナル（名鉄岐阜駅南）E番のりば「御望野」「宝珠ハイツ」「プラザ掛洞」「伊自良長滝」「西秋沢」行き
JR岐阜駅バスターミナル（岐阜駅北）3番のりば「岐阜大学病院」「本巣山口」「織部の里もとす」行き
JR岐阜駅バスターミナル（岐阜駅北）9番のりば「御望野」「宝珠ハイツ」「プラザ掛洞」「伊自良長滝」「西秋沢」行き
- 岐阜市コミュニティバス（ほっとバス）「西部事務所」バス停より徒歩約2分。